# Nürtingen
Nürtingen (pronunciación en alemán: /ˈnʏʁtɪŋən/ (escucharⓘ)) es una ciudad del estado de Baden-Württemberg, Alemania, dentro del distrito de Esslingen. Se encuentra junto al río Neckar.

## Historia
Principales acontecimientos históricos:
- 1046: Primera mención a Niuritingin en el documento de Espira. Enrique III da Nürtingen como regalo al cabildo de Espira.
- Ca. 1335: Nürtingen recibe las normas de la ciudad.
- 1421: Pasa a ser la sede de las viudas de Württemberg.
- 1602: Primera mención al Maientag, famosa procesión y fiesta.
- 1634: Muere la mitad de la población debido a la guerra de los Treinta Años y a las epidemias.
- 1750: Arden 133 edificios en un gran incendio.
- 1783/1784: Friedrich Hölderlin y Friedrich Wilhelm Joseph von Schelling son alumnos de la escuela latina (en alemán: Lateinschule). La ciudad les recuerda actualmente con la calle  Schellingstraße y el instituto Hölderlin-Gymnasium.
- 1945: Algunas bombas caen sobre Nürtingen. El Tiefenbachtal (un valle situado al sur de la ciudad) es una ruta de huida para los soldados alemanes.
- 1948: La población pasa de 10 000 a 17 000 habitantes debido a los refugiados y desplazados de la Alemania del Este.
- 1973: El distrito de Nürtingen se fusiona con el distrito de Esslingen.